# Базиликсимаб
Базиликсимаб — сильный селективный специфический иммуносупрессивный препарат. Представляет собой химерные моноклональные антитела, обладающие свойствами антител мыши и человека (IgG1k), действие которых направлено против альфа-цепи рецептора интерлейкина-2 (антиген CD25), экспрессируемого на поверхности Т-лимфоцитов в ответ на стимуляцию антигенами.
С 2012 года включён в перечень ЖНВЛП.

## Фармакологическое действие
Базиликсимаб специфически и с высоким аффинитетом (Kp 0.1 нм) связывается с антигеном CD25 на активированных Т-лимфоцитах, экспрессирующих высокоаффинный рецептор интерлейкина-2, и таким образом предотвращает связывание интерлейкина-2, служащее сигналом для пролиферации Т-клеток. Полная и непрерывная блокада рецептора интерлейкина-2 поддерживается до тех пор, пока концентрация базиликсимаба в сыворотке превышает 0.2 мкг/мл. При уменьшении значения концентрации ниже указанной величины уровень экспрессии антигена CD25 возвращается к исходным величинам в течение 1-2 недель. Симулект не вызывает высвобождения цитокинов или миелосупрессии. 

Эффективность базиликсимаба в профилактике реакции отторжения трансплантата у больных с впервые пересаженной почкой была показана при проведении двойных слепых плацебо-контролируемых исследований. Результаты двух мультицентровых исследований продолжительностью 12 месяцев, в которых проводилось сравнение базиликсимаба и плацебо, показали, что применение базиликсимаба в сочетании с базовой иммуносупрессивной терапией циклоспорином (в форме микроэмульсии) и глюкокортикоидами достоверно снижает число реакций острого отторжения трансплантата как через 6 мес после трансплантации (31 % vs. 45 %, p<0.001), так и через 12 мес (33 % vs. 48 %, p<0.001). По такому показателю как выживание трансплантата через 6 и 12 мес после пересадки не было выявлено достоверных различий между базиликсимабом и плацебо (число случаев потери трансплантата через 12 мес составило 32 (9 %) в группе пациентов, получавших Симулект, и 37 (10 %) — в группе пациентов, получавших плацебо). Частота случаев острого отторжения трансплантата была значительно ниже у больных, получавших базиликсимаб на фоне трехкомпонентной базисной иммуносупрессивной терапии. 

Результаты двух многоцентровых двойных слепых исследований, в которых проведено сравнение Симулекта и плацебо, применявшихся на фоне трехкомпонентной схемы иммуносупрессивной терапии (циклоспорин + глюкокортикоиды + азатиоприн или микофенолат мофетил), свидетельствуют о том, что базиликсимаб достоверно снижает частоту случаев острого отторжения через 6 мес после трансплантации (21 % vs. 35 %, p=0.005, точный метод Фишера, для подгруппы азатиоприна; или 15 % vs. 27 %, p=0.046, метод K-M, для подгруппы микофенолата мофетила). Число случаев потери трансплантата через 6 месяцев составило в группе базиликсимаба 6 %, в группе плацебо — 10 %. Обе группы имели сопоставимые профили нежелательных явлений. 

В одном рандомизированном, открытом, активно контролируемом исследовании продолжительностью 12 мес было проведено изучение базиликсимаба в сравнении с препаратом поликлонального антилимфоцитарного иммуноглобулина (ATG/ALG). Пациенты в обеих группах получали также базовую иммуносупрессивную терапию глюкокортикоидами, микофенолата мофетилом и циклоспорином в форме микроэмульсии (в группе базиликсимаба циклоспорин назначали в ранние сроки, а в группе ATG/ALG его назначение было отсроченным). Через 12 мес после трансплантации частота случаев отторжения, подтверждённых биопсией, составила 19 % в группе базиликсимаба и 20 % — в группе ATG/ALG. 

В одном исследовании, проведённом у детей с впервые пересаженной почкой, базиликсимаб назначали на фоне двухкомпонентной схемы (циклоспорин + глюкокортикоиды). Частота случаев острого отторжения составила 14,6 % через 6 мес после трансплантации и 24,3 % — через 12 мес после трансплантации. Профиль нежелательных явлений, зарегистрированных в этом исследовании, практически не отличался от профиля тех нежелательных явлений, которые наблюдались в общей педиатрической популяции, перенёсшей пересадку почки, а также тех явлений, которые были зарегистрированы в контролируемых клинических исследованиях, проведённых у взрослых пациентов, перенёсших пересадку почки.
Из 339 пациентов, получавших базиликсимаб и обследованных на наличие антиидиотипических антител, их образование было выявлено у 4 больных (1.2 %). Из 172 пациентов, получавших базиликсимаб в ходе клинического исследования, HAMA-ответ (то есть иммунный ответ на активное вещество препарата) был отмечен у 2 из 138 больных, не получавших муромонаб-CD3, и у 4 из 34 больных, получавших одновременно муромонаб-CD3. Имеющиеся в настоящее время клинические данные не исключают возможности применения муромонаба-CD3, равно как и других препаратов мышиных антилимфоцитарных антител, у больных, получивших базиликсимаб.

## Фармакокинетика
Фармакокинетические исследования с однократным и многократным введением препарата проводились у больных, перенёсших трансплантацию почки. Суммарные дозы колебались от 15 мг до 150 мг.

### Всасывание
После внутривенной 30-минутной инфузии препарата базиликсимаб в дозе 20 мг, Cmax базиликсимаба в сыворотке составляет 7.1±5.1 мг/л. Значения Cmax и AUC возрастают пропорционально увеличению разовой дозы (вплоть до величины 60 мг, которая была максимальной изученной величиной).

### Распределение
Vd при достижении равновесного состояния составляет 8.6±4.1 л. Распределение в различные области организма ещё полностью не изучено. Эксперименты in vitro с использованием тканей человека показали, что базиликсимаб связывается только с лимфоцитами и макрофагами/моноцитами.

### Выведение
Конечный T½ составляет 7.2±3.2 сут. Общий клиренс составляет 41±19 мл/ч.

### Фармакокинетика в особых клинических случаях
У взрослых больных не выявлено клинически значимого влияния массы тела или пола на такие фармакокинетические параметры, как Vd и клиренс. Также было показано, что T1/2 не зависит от возраста (в диапазоне 20-69 лет), пола и расовой принадлежности. 

У взрослых пациентов, перенёсших пересадку печени, фармакокинетические показатели были следующими: равновесный Vd 7.5±2.5 л, T1/2 4.1±2.1 сут, клиренс 75±24 мл/ч. На значение клиренса оказали влияние потеря препарата с асцитической жидкостью при дренировании брюшной полости и послеоперационное кровотечение. У этой категории больных более высокие значения клиренса уравновешивались более низкой пороговой величиной концентрации препарата в сыворотке (0.1 мкг/мл), при которой имело место насыщение рецепторов. Поэтому длительность блокады IL-2Ra при данной дозировке базиликсимаба была такой же, как и у взрослых пациентов после пересадки почки. 

Фармакокинетика базиликсимаба у детей была изучена у 39 детей с впервые пересаженной почкой. У детей в возрасте от 1 года до 11 лет (n=25), имевших массу тела от 9 до 37 кг и площадь поверхности тела от 0.44 до 1.2 м², равновесный Vd составил 4.8±2.1 л, T1/2 9.5±4.5 сут, общий клиренс 17±6 мл/ч. Значения Vd и клиренса у детей примерно на 50 % ниже, чем у взрослых. В данной возрастной группе не отмечено клинически значимого влияния возраста, массы тела и площади поверхности тела на фармакокинетические параметры. У подростков (возраст от 12 до 16 лет, n=14) параметры фармакокинетики были сходными с соответствующими показателями у взрослых пациентов и составили: равновесный Vd 7.8±5.1 л, T1/2 9.1±3.9 сут, клиренс 31±19 мл/ч. Взаимосвязь между концентрацией препарата в сыворотке и степенью насыщения рецепторов была оценена у 13 детей и была сходной с соответствующим показателем у взрослых пациентов.

## Показания
Профилактика острого отторжения трансплантата у пациентов (взрослых и детей) с пересаженной почкой.
Препарат применяют при условии последующей иммуносупрессивной терапии ингибиторами кальцийневрина, мофетила микофентолатом (или микофенолатом натрия) и глюкокортикоидами (допустимо использовать схемы с применением других иммуносупрессоров, согласно протоколу, принятому в центре трансплантации).
В 1998 году американская Food and Drug Administration одобрила Базиликсимаб, который производила компания Novartis.

## Режим дозирования
Симулект применяют в 2 введения. Первое введение проводят за 2 часа до трансплантации. Введение базиликсимаба возможно только в случае абсолютной уверенности в том, что пересадка будет проведена и пациенту будет назначена базовая иммуносупрессивная терапия. Второе введение базиликсимаба проводят через 4 дня после операции. От введения второй дозы следует воздержаться в случае потери (отторжения) трансплантата или в случае развития реакций повышенной чувствительности на введение первой дозы базиликсимаба. 

Для взрослых рекомендуемая общая доза составляет 40 мг (два введения по 20 мг). 

Для детей с массой тела менее 35 кг рекомендуемая общая доза составляет 20 мг (два введения по 10 мг). 

Детям с массой тела 35 кг и более базиликсимаб назначают в суммарной дозе 40 мг (два введения по 20 мг). 

Имеются лишь ограниченные сведения о применении базиликсимаба при лечении лиц пожилого возраста, однако нет данных о необходимости изменения режима дозирования по сравнению с более молодыми взрослыми пациентами.

### Рекомендации по приготовлению и введению раствора Симулекта
Для приготовления раствора необходимо добавить 5 мл воды для инъекций из прилагаемой ампулы во флакон с порошком базиликсимаба, затем следует осторожно потрясти флакон для растворения порошка. Приготовленный раствор изотоничен, прозрачен, бесцветен, не содержит видимых включений, может слегка опалесцировать. 

Раствор следует использовать сразу после приготовления, но возможно хранение при комнатной температуре не более 4 часов или при температуре 2-8 °C не более суток. Если в течение этого времени раствор не был использован, его следует уничтожить. 

Раствор базиликсимаба вводят внутривенно струйно или капельно в течение 20-30 минут (после предварительного разведения в 50 мл или более 0.9 % раствора натрия хлорида или 5 % раствора глюкозы). 

Поскольку нет данных о совместимости базиликсимаба с другими веществами для внутривенного введения, его не следует смешивать с другими препаратами и всегда следует вводить при помощи отдельной системы.

## Побочное действие
Приводимые ниже нежелательные явления базируются на сведениях, полученных при проведении четырёх рандомизированных, двойных слепых, плацебо-контролируемых исследований у больных с пересаженной почкой. При оценке возможной связи нежелательного явления с применением базиликсимаба следует также учитывать сопутствующую иммуносупрессивную терапию, которая назначалась больным в составе стандартных схем: в двух исследованиях — циклоспорин в форме микроэмульсии и глюкокортикоиды (346 и 380 больных); в одном исследовании — циклоспорин в форме микроэмульсии, азатиоприн и глюкокортикоиды (340 больных) и в одном исследовании — циклоспорин в форме микроэмульсии, микофенолат мофетил и глюкокортикоиды (123 больных). Кроме того, в одном контролируемом исследовании у больных с пересаженной почкой (135 больных) базиликсимаб был изучен в сравнении с препаратом поликлональных антилимфоцитарных антител (ATG/ALG) на фоне базовой иммуносупрессивной терапии (циклоспорин + микофенолат мофетил + глюкокортикоиды). Данные по безопасности применения Симулекта у детей были получены в открытом фармакокинетическом и фармакодинамическом исследовании у больных с пересаженной почкой (41 пациент).

### Частота нежелательных явлений
Назначение базиликсимаба не ведёт к увеличению частоты нежелательных явлений, которые обычно наблюдаются у пациентов, перенёсших трансплантацию органов и обусловлены основным заболеванием и одновременным применением иммуносупрессивных и других препаратов. В четырёх плацебо-контролируемых исследованиях спектр нежелательных явлений, наблюдавшихся у 590 пациентов, леченных рекомендованными дозами базиликсимаба, не отличался от такового у 595 пациентов, получавших плацебо. Частота серьёзных нежелательных явлений при назначении базиликсимаба также не изменялась (при сравнении с группой плацебо). Общая частота нежелательных явлений, которые, по оценке исследователей, были связаны с применением базиликсимаба, существенно не различалась между группами, получавшими базиликсимаб (7.1 %-40 %), и группами, получавшими плацебо (7.6 %-39 %). По данным активно контролируемого сравнительного исследования с препаратом поликлональных антилимфоцитарных антител (ATG/ALG), нежелательные явления, связанные с применением препарата, значительно реже встречались в группе базиликсимаба (11.4 %), чем в группе ATG/ALG (41.5 %).

### Нежелательные явления у взрослых пациентов
Наиболее часто (>20 %) в обеих сравниваемых группах (Симулект vs. плацебо или Симулект vs. ATG/ALG, на фоне двух- или трехкомпонентной иммуносупрессивной терапии) встречались запоры, инфекции мочевыводящих путей; болевые ощущения различной локализации, обусловленные в основном оперативным вмешательством; тошнота, периферические отёки, гипертензия, анемия, головная боль, гиперкалиемия, гиперхолестеринемия, осложнения в области операционной раны, увеличение массы тела, повышение сывороточного креатинина, гипофосфатемия, диарея, инфекционные заболевания верхних отделов дыхательных путей.

### Нежелательные явления у детей
В обеих весовых группах пациентов (масса тела менее 35 кг и масса тела 35 кг и выше) на фоне двухкомпонентной иммуносупрессивной терапии наиболее часто (>20 %) регистрировались инфекции мочевыводящих путей, гипертрихоз, ринит, лихорадка, гипертензия, инфекционные заболевания верхних отделов дыхательных путей, вирусные инфекции, сепсис, запор.

### Частота злокачественных новообразований
По данным всех проведённых исследований, общая частота злокачественных новообразований была сходной в группах пациентов, получавших базиликсимаб, и группах, получавших любой из препаратов сравнения. Так, например, лимфомы/лимфопролиферативные заболевания встречались в группе базиликсимаб с частотой 0,1 % (1/701); в группе плацебо — 0,3 % (2/595) и 0 % -группе ATG/ALG. Частота встречаемости прочих злокачественных новообразований составила 1 % (7/701) в группе базиликсимаба; 1,2 % (7/595) в группе плацебо и 4,6 % (3/65) в группе ATG/ALG.

### Частота инфекционных заболеваний
Общая частота и спектр инфекционных заболеваний у пациентов, получавших базовую иммуносупрессивную терапию (двух- или трехкомпонентную) были сходными в группах, получавших базиликсимаб (75.9 %), и группах, получавших плацебо (75.6 %) или ATG/ALG (75.6 %). Серьёзные инфекционные заболевания встречались с приблизительно одинаковой частотой в группе больных, получавших базиликсимаба, и в группе больных, получавших препарат сравнения (26,1 % и 24,8 %, соответственно). Частота цитомегаловирусной инфекции была сходной в обеих группах (14.6 % и 17,3 %).
Частота летальных исходов и причины смерти в группе базиликсимаба и в группах плацебо или ATG/ALG также были одинаковыми (2.9 % и 2,6 % соответственно). Наиболее распространённой причиной смерти были инфекции (группа базиликсимаба — 1,3 %; группа плацебо или ATG/ALG — 1,4 %). 

Постмаркетинговые данные свидетельствуют об очень редких (частота менее 1/1000) случаях возникновения реакций повышенной чувствительности/аллергических реакций, таких как кожная сыпь, крапивница, чиханье, стридор, бронхоспазм, отёк лёгких, сердечная недостаточность, дыхательная недостаточность, синдром повышенной проницаемости капилляров.
Синдром высвобождения цитокинов во время или после инъекции не наблюдался, что исключало необходимость профилактического применения стероидов.

## Противопоказания
Повышенная чувствительность к базиликсимабу или другим ингредиентам препарата.

## Беременность и лактация
Исследования у беременных женщин и кормящих матерей не проводились.
Симулект не следует назначать при беременности, за исключением тех случаев, когда возможная польза для матери превосходит вероятный риск для плода.
Рекомендуется адекватная контрацепция женщинам детородного возраста для предотвращения беременности во время назначения препарата и в течение 4 месяцев после введения последней дозы.
Нет данных о проникновении базиликсимаба в грудное молоко. Поскольку базиликсимаб представляет собой иммуноглобулин G (IgG1k), он может проникать через человеческую плаценту, а также может выделяться с грудным молоком. Кормящие матери, получавшие базиликсимаб, должны воздержаться от грудного вскармливания в течение 8 недель после введения последней дозы.

## Особые указания
Симулект могут назначать только врачи, имеющие опыт применения иммуносупрессивной терапии после трансплантации органов. Медицинские учреждения, планирующие применение базиликсимаба, должны иметь оборудование и лекарственные препараты для проведения лечебных и реанимационных мероприятий (в том числе для случаев развития реакций повышенной чувствительности), а также подготовленный персонал.
Отмечены случаи (менее одного случая на 1000 пациентов) развития реакций повышенной чувствительности как на первое, так и на второе введение базиликсимаба. Эти реакции развивались быстро (в пределах 24 ч), носили серьёзный характер — крапивница, зуд, чиханье, артериальная гипотензия, тахикардия, одышка, бронхоспазм, отёк лёгких и острая дыхательная недостаточность. В случае развития реакций повышенной чувствительности дальнейшее применение базиликсимаба противопоказано. 

У пациентов, перенёсших трансплантацию и находящихся на базовой иммуносупрессивной терапии, повышен риск развития лимфопролиферативных заболеваний и оппортунистических инфекций. Хотя базиликсимаб и является иммуносупрессивным препаратом, до настоящего времени не отмечено развития каких-либо лимфопролиферативных заболеваний или оппортунистических инфекций у больных, получавших лечение базиликсимабом.

### Влияние на способность к вождению автотранспорта и управлению механизмами
Маловероятно, что базиликсимаб может снизить способность водить автомашину и работать с механизмами.

## Передозировка
В клинических исследованиях базиликсимаб вводили пациентам в однократной дозе до 60 мг или дробными дозами до суммарной дозы, составлявшей 150 мг за 24 дня, при этом не было отмечено каких-либо острых неблагоприятных явлений.

## Лекарственное взаимодействие
Поскольку базиликсимаб является иммуноглобулином, не ожидается каких-либо метаболических взаимодействий между препаратами.
Применение некоторых, традиционно назначаемых при трансплантации препаратов (системные противовирусные, антибактериальные, противогрибковые средства, анальгетики, антигипертензивные средства, в том числе бета-адреноблокаторы, антагонисты кальция и диуретики) в дополнение к циклоспорину в форме микроэмульсии, глюкокортикоидам, азатиоприну и микофенолату мофетилу не приводило к увеличению частоты нежелательных явлений. 

В первые 3 мес после трансплантации имели место случаи острого отторжения трансплантата (у 14 % больных в группе, получавшей Симулект, и у 27 % больных в группе, получавшей плацебо), для лечения которого применяли препараты антител (например, ОКТ 3 или АТГ/АЛГ). При этом в группе, получавшей базиликсимаб, не было выявлено какого-либо учащения инфекционных заболеваний или других нежелательных явлений (при сравнении с группой плацебо). 

Изучение Симулекта, применённого на фоне трехкомпонентной схемы иммуносупрессивной терапии (циклоспорин в форме микроэмульсии, глюкокортикоиды и азатиоприн либо микофенолат мофетил), было проведено в трёх клинических исследованиях. При добавлении азатиоприна к двухкомпонентной терапии (циклоспорин + глюкокортикоиды) отмечалось снижение общего клиренса базиликсимаба в среднем на 22 %. При добавлении микофенолата мофетила к двухкомпонентной терапии снижение клиренса базиликсимаба составило в среднем 51 %. При использовании базиликсимаба на фоне трехкомпонентной схемы терапии, включавшей азатиоприн или микофенолат мофетил, не было отмечено какого-либо учащения инфекционных заболеваний или других нежелательных явлений (при сравнении с группой плацебо). 

Имеются сообщения о нескольких случаях развития HAMA-ответов (иммунный ответ пациента на активное вещество препарата, представляющее собой моноклональные антитела со свойствами антител мыши и человека), зарегистрированных в клиническом исследовании, включавшем 172 пациента. Частота составила 2 случая на 138 пациентов, не получавших муромонаб-CD3, и 4 случая на 34 пациента, получавших одновременно муромонаб-CD3. Эти случаи не имеют прогностического значения для оценки переносимости базиликсимаба. Применение базиликсимаба не исключает последующего лечения препаратами, содержащими мышиные антилимфоцитарные антитела.

## Условия и сроки хранения
Транспортировку и хранение осуществляют при температуре от 2° до 8 °C. Срок годности — 3 года при условии хранения в оригинальной упаковке при температуре от 2° до 8 °C. 

После растворения препарат можно хранить 24 ч при температуре от 2° до 8 °C или 4 ч при комнатной температуре.

### Условия отпуска из аптек
Препарат отпускается по рецепту.

## Ссылка
Базиликсимаб (Basiliximab) - Энциклопедия лекарств и товаров аптечного ассортимента. РЛС Патент. — Действующее вещество.